# Le Constat
Le Constat est une bande dessinée d'Étienne Davodeau parue en 1996. La cavale de trois solitaires : un retraité en fugue ; un ingénieur, un peu paumé en rupture de ban ; une auto-stoppeuse. À leurs trousses, une organisation mafieuse et sur leur chemin, de nombreuses rencontres. Une road-bd noire.

## Personnages
- Vincent : la trentaine, ancien ingénieur à la Cogéma. Licencié, il a mal tourné, travaille pour une organisation spécialisée dans les trafics en tous genres.
- Abel : retraité en fugue de sa maison de retraite. Ancien ouvrier d'usine, communiste, il a été déporté en 1943 avec sa femme et ses quatre enfants. A la Libération, il ne retrouve que sa femme. Ensemble, ils s'installent dans une ferme. Mais, Thérèse, inconsolable, tombe malade et meurt en 1945. Il laisse tout, part pour l'étranger, participe à toutes les révolutions et les guerres d'indépendance. Il est présent à Prague, Budapest, en Chine, au Vietnam, à Cuba, en Afrique... Une blessure à la hanche marque pour lui le début des désillusions. Rentré depuis quinze ans, il se morfond, seul, dans une maison de retraite.
- Rose : auto-stoppeuse, elle passe sa vie sur la route, en voyage. De temps en temps, elle travaille dans un routier, comme serveuse pour se faire un peu d'argent.
- Anna : l'amie de Vincent, elle habite dans le nord, ils se connaissent depuis quelques mois et projettent de se faire la belle ensemble. C'est pour elle que Vincent s'est mis en danger.
- George : garagiste, il dépanne le trio. C'est un ancien curé.
- Serge : meilleur ami de Vincent. Patron d'un club de musculation, chargé des problèmes de discipline interne de l'organisation.
- Manu : autre ami de Vincent, pompiste, dealer à ses heures, travaille aussi pour l'organisation.
- Jean-Baptiste : « J.B.», tueur indétectable, indécrochable, taré. Il s'amuse avec ses victimes avant de les tuer. Il utilise un silencieux et commence toujours par rater sa cible à de nombreuses reprises.

## Résumé
Abel fugue de sa maison de retraite, il fuit une vie inexistante. Il s'installe dans la voiture de Vincent, petit escroc qui lui, fuit une partie de sa bande, le coffre plein de télés volées. Il doit remonter dans le nord retrouver son amie Anne et écouler la marchandise. Un voyage de 800 km, un jour de départ en vacances et de grève SNCF. Ils ne tardent pas à être pris en chasse par des gros bras désireux de récupérer la marchandise. Abel ne manque pas de ressources, ils bénéficient aussi de la complicité volontaire ou non de supporters de foot et d'une auto-stoppeuse : Rose. Récupérée par Abel, elle devient une passagère régulière de la voiture.
La voiture tombe en panne à quelques kilomètres du lieu où Abel vivait avec sa femme. Ils passent au cimetière, la tombe a été fleurie récemment... Abel a donc encore de la famille. Ils poursuivent leur voyage et arrivent chez Anne. L'appartement a été saccagé, Anne a disparu. Vincent avoue à Abel et Rose qu'il est aussi parti avec une valise de plutonium restée cachée dans la station service de Manu. Les ravisseurs d'Anna ne la rendront que contre la valise.
De retour chez Manu, la valise a disparu. Manu est mort, tué par JB, le tueur de l'organisation. Abel quitte ses compagnons pour essayer de renouer avec un fils qu'il vient de retrouver. Les retrouvailles ne se passent pas comme prévues. Le fils, devenu responsable d'un parti d'extrême droite, chasse son père qu'il prend pour un mendiant. Abel rejoint Vincent et Rose trop heureux de se trouver un combat pour ne plus penser, il prend les choses en main. Ils retrouvent Anna. Elle avoue à Vincent qu'elle s'est servie de lui. Elle a la valise et compte partir avec Serge. Vincent est anéanti. Rose le secoue. Ils reprennent la route. Abel décide de regagner sa maison de retraite. Restés seuls, Rose et Vincent sont pris pour cible par J.B. Rose parle, explique,  J.B. hésite, Vincent se calme, rester et se faire tuer ou peut être partir avec Rose.